# الغفلة

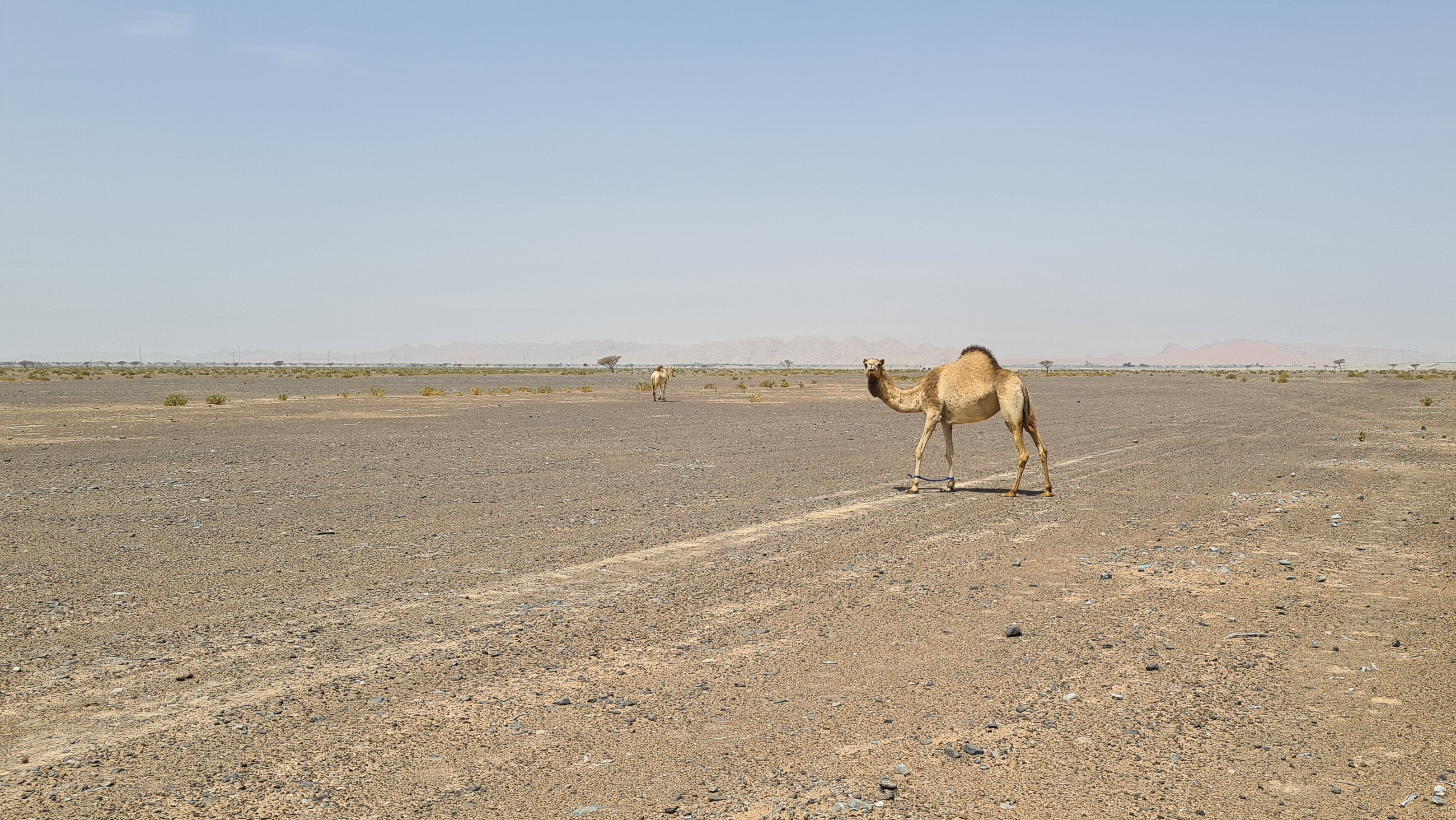
سهل جيري في شمال الإمارات العربية المتحدة، الدار أو الأرض المتجولة لقبيلة الغفلة.

الغفلة (مفردها الغفلي) قبيلة عربية بدوية من دولة الإمارات العربية المتحدة. 

## الأصول
وجدت قبيلة الغفلة نفسها في خلاف مع خليفة بن شخبوط آل نهيان من أبو ظبي في عام 1843، بعد عشر سنوات من خلافة خليفة الدموية التي أثارت هروب البوفلاسة سنة 1833 لتأسيس مدينة مكتوم في دبي. بتحريض من حاكم دبي، مكتوم بن بطي بن سهيل، ذهب خليفة إلى الحرب ضد بني قتب ونعيم وغفلة. رد الغفلة على مكتوم في نوفمبر 1843، وبدوره هاجمهم، مما أجبر القبيلة على الفرار، ولكنه فقد عينه في الصراع. 
قبيلة بدوية بالكامل في مطلع القرن العشرين، جابت قبيلة الغفلة سهل جيري في المناطق الداخلية من رأس الخيمة وخاصة أم القيوين، إلا أنها لم تمتد إلى دارها، أو أراضيها المتجولة، في جبال الحجر أو حتى سفوحها. في ذلك الحين، بلغ عددهم حوالي 500 فرد، وبحلول عام 1968 انخفض عددهم إلى 197 شخصًا يعيشون في الإمارات الشمالية الخمس. 
كانت قبيلة الغفلة قريبة من آل نهيان في أبوظبي، وكثيرًا ما دعمتهم في النزاعات. ادعوا أسبقية على عدد من الآبار الداخلية، وغالبًا ما كانوا يتقاسمونها مع الخواطر.  كانوا يعيشون بشكل رئيسي على بيع الحطب والفحم في المدن الساحلية، ومن إنتاج 700 من جمالهم، و1000 من الأغنام والماعز، بالإضافة إلى الماشية والحمير.  كما نقلوا بضائع مثل التمور عبر الطرق الداخلية لخدمة التجار الساحليين. 
كانت قبيلة الغفلة واحدة  من القبائل التي عارضت التنقيب عن النفط في المناطق الداخلية من الإمارات المتصالحة، وخاصة في أواخر الأربعينيات،  وتحالفت بشكل متكرر مع الخواطر، الذين أحبطوا حكام القواسم الساحليين في منحهم امتيازات النفط والوصول إلى الداخل. 